# Párdány
Párdány (szerbül Међа / Međa) település Szerbiában, a Vajdaságban, a Közép-bánsági körzetben, Bégaszentgyörgy községben.

## Fekvése
Nagybecskerektől északkeletre, a szerb-román határtól mindössze 1 km-re, Szerbittabé és Módos közt fekszik.

## Története
Párdány Árpád-kori település, nevét már 1247-ben említette oklevél, és ekkor már monostora is volt.
A település a Csanád nemzetség ősi birtoka volt, és 1247-ben a Csanád nemzetségből származó Kelemenös bán fiának Pongrácnak volt a birtoka.
1337-ben a Csanád nemzetség Tömpösi ágából származó Fülöpé és a Makófalvi család birtoka volt.
A település a középkorban Keve vármegyéhez tartozott.
1401-ben a Pordány néven említett települést Csáki Miklós temesi főispán nyerte Zsigmond királytól.
A török hódoltság alatt sem pusztult el, neve a Mercy-féle térképen, a becskereki kerületben, a lakott helyek között volt feltüntetve.
1773-ban II. József császár harmadik délmagyarországi útja alkalmával Párdányban is járt.
1781-ben a birtokot gróf Buttler vásárolta meg.
1808. április 22-én kelt oklevélben országos- és hetivásárok tartására is szabadalmat nyert.
A 19. század elején a település két részből állt: Magyar-Párdányból és Rácz-Párdányból, és 1838-ban mindkettőnek gróf Buttler János volt a földesura, kinek halála után a birtok a kincstárra szállt.
1910-ben 3213 lakosából 243 magyar, 1874 német, 1052 szerb volt. Ebből 26 evangélikus, 1059 görögkeleti ortodox volt.
A trianoni békeszerződés előtt járásszékhely, Torontál vármegye Párdányi járásához tartozott.

### Tövisesd
Párdány körül említették a középkorban Tövisesdet is, mely a középkorban Keve vagy Temes vármegyéhez tartozott.
Tövisesd birtokosa az Aba nemzetség Aszalai és Szikszai ága volt. A birtokot 1320-ban Károly Róbert királynak adták cserébe, Abaúj és Zemplén vármegyei birtokokért.
1400-ban a Csáki család volt a birtokosa.

### Ikerhalom
Ezen a környéken feküdt egykor Ikerhalom is, mely eredetileg a Bár–Kalán nemzetség birtoka volt.
1280-ban a birtokot az e nemzetséghez tartozó II. Marján a margitszigeti monostornak hagyományozott.
1410-1461-ben  Ikerhalom Keve vármegyéhez tartozott.
1410-ben az Ikerhalmi család birtoka volt, 1455-ben pedig a Csáki család birtoka lett.

## Népesség

### Demográfiai változások
| 1948 | 1953 | 1961 | 1971 | 1981 | 1991 | 2002 | 2011 |
| ---- | ---- | ---- | ---- | ---- | ---- | ---- | ---- |
| 2555 | 2638 | 2367 | 2047 | 1636 | 1403 | 1155 | 838  |

## Itt született
- 1889. november 20-án Reibel Mihály esperes plébános, magyar országgyűlési képviselő.
- 1946. november 29-én Vuk Drašković szerb politikus.

## Érdekesség
- 2004. júniusában a belgrádi Kurir napilap arról cikkezett, hogy Johnny Weissmuller olimpiai bajnok úszó és filmművész Párdányban született 1904-ben, habár Tarzan alakítója a hivatalos önéletrajza szerint a Temesvár közelében lévő Szabadfalun született.[4]

## Nevezetességek
- Római katolikus temploma - a 19. század elején épült
- Görögkeleti temploma - a 18. század közepén épült
- Bogdanovich kastély

## Galéria

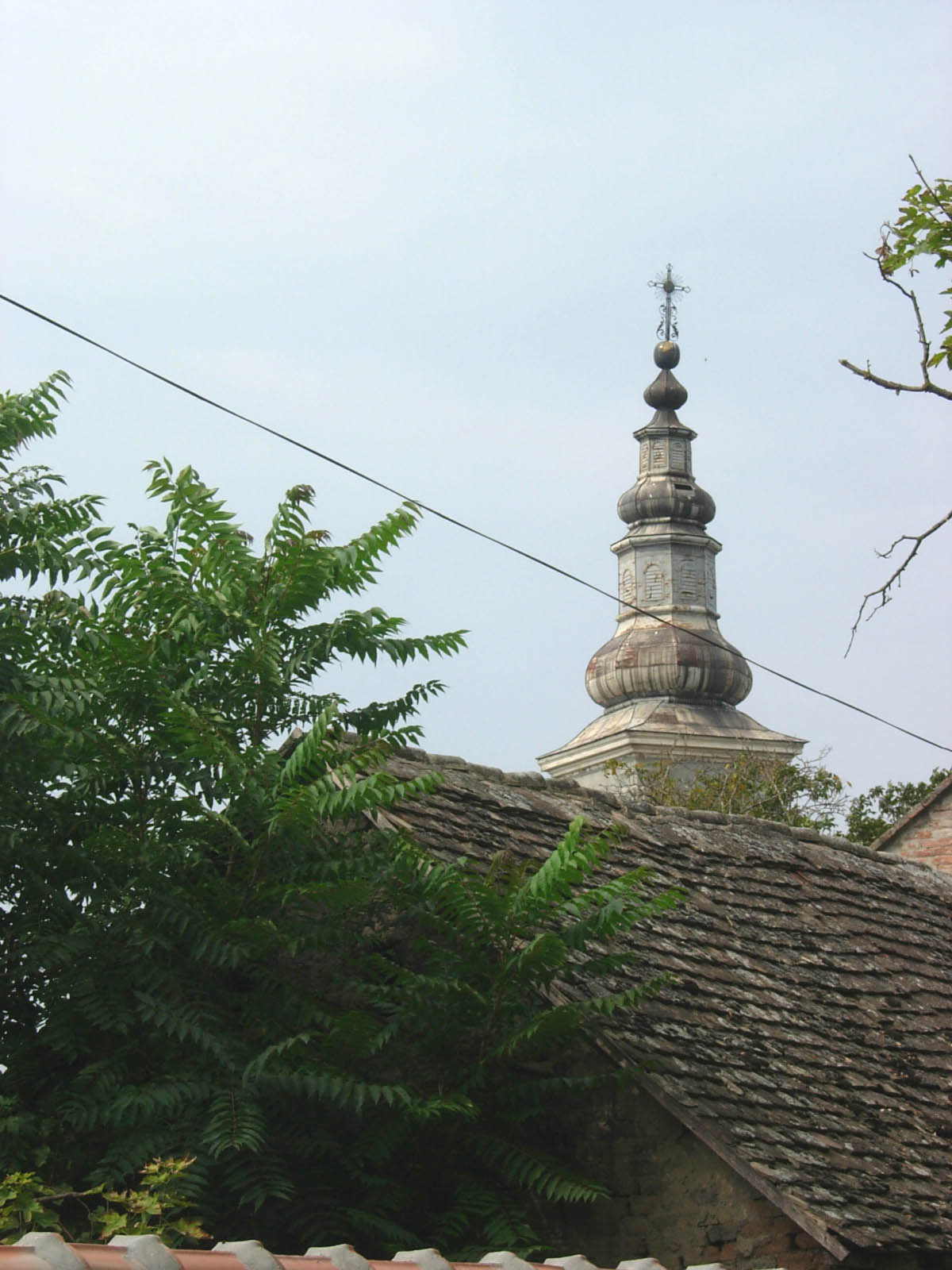
A görögkeleti templom
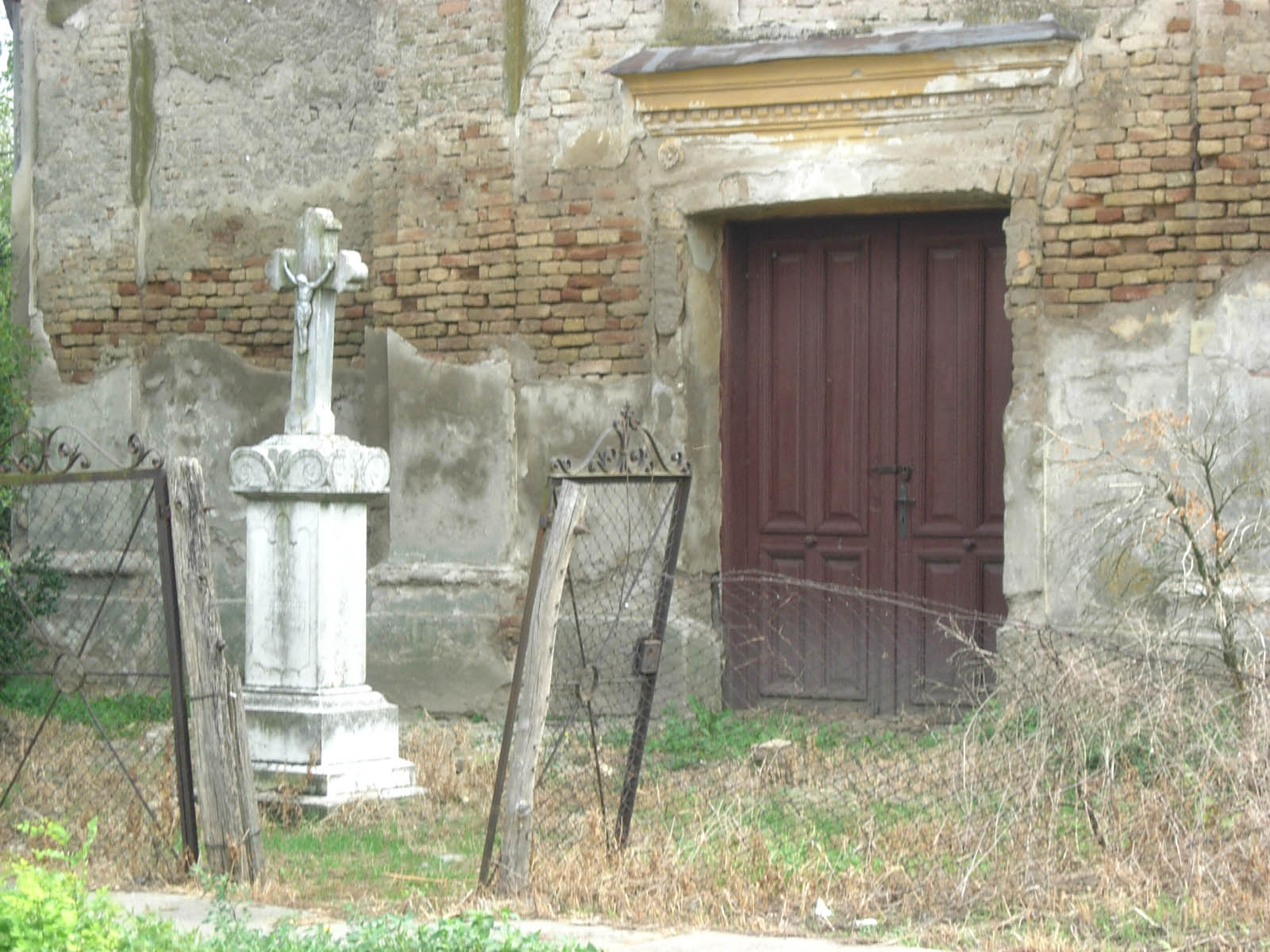
Feszület a katolikus templom előtt
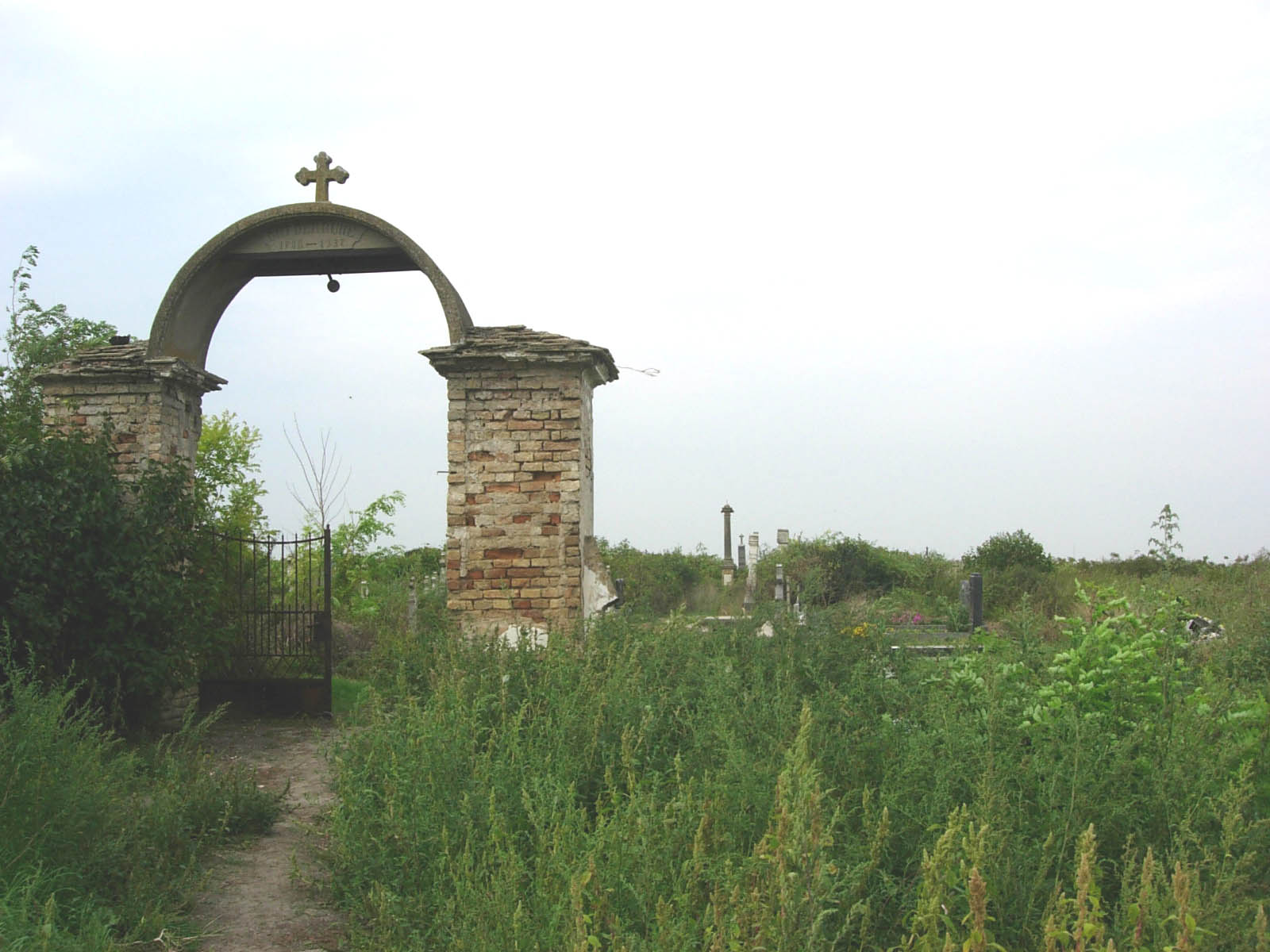
A katolikus temető
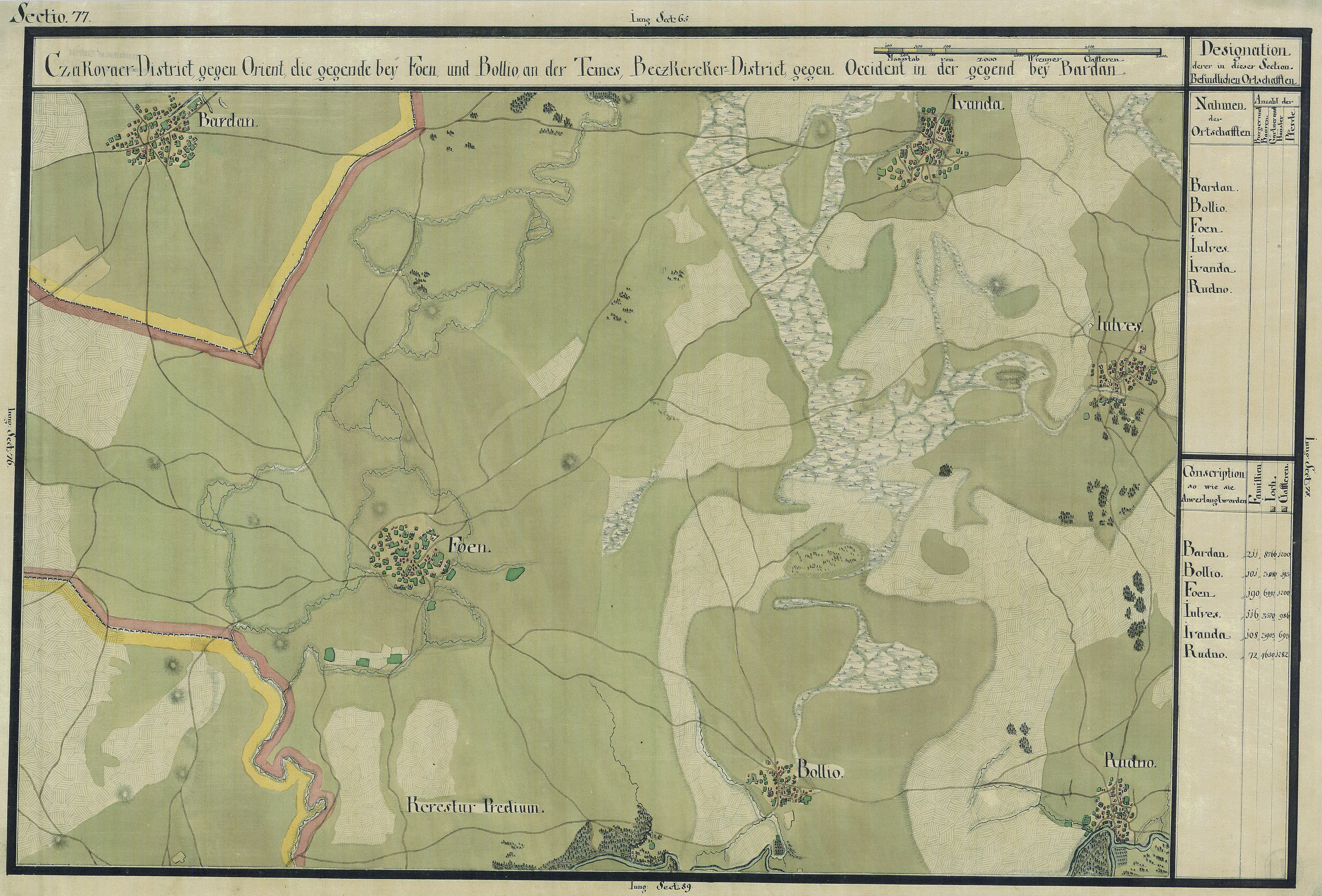
Párdány egy régi térképen